# Philippos (Satrap)
Philippos (altgriechisch Φίλιππος Phílippos; † wohl 318 v. Chr.) war ein Soldat Alexanders des Großen und einer seiner Diadochen.
Er dürfte am Asienfeldzug Alexanders teilgenommen haben, inwiefern er aber mit dem Offizier Philippos, Sohn des Menelaos, identisch gewesen sein könnte ist nicht festzustellen. 
Erstmals genannt wird Philippos bei der Reichsordnung von Babylon nach dem Tod Alexanders 323 v. Chr. als Satrap der Provinzen Baktrien und Sogdien genannt. Diese Benennung von Diodor gilt als problematisch, da ihn Dexippos lediglich im Besitz von Sogdien nennt, während Justin ihn überhaupt nicht erwähnt und stattdessen Amyntas und einen Skythaneos als Statthalter der beiden Provinzen benennt. Zumindest die Angaben Justins werden heute weitgehend als Irrtum anerkannt, da allein die Person des Skythaneos bei keinem der anderen Alexanderhistoriker erwähnt wird. Philippos dürfte wohl schon vor dem Tod Alexanders beide Provinzen innegehabt haben, was in Babylon lediglich von der neuen Reichsführung um Perdikkas bestätigt wurde.
Im ersten Diadochenkrieg spielte Philippos, wie alle Satrapen der „oberen Provinzen“, keine Rolle. Aber auf der Konferenz von Triparadeisos im Jahr 320 v. Chr. wurde er von den Siegern seiner Ämter enthoben und durch Stasanor ersetzt. Stattdessen wurde er mit der Statthalterschaft in der Provinz Parthien betraut.
Sein weiteres Schicksal ist spekulativ. Als im Jahr 318 v. Chr. der Satrap Peithon von Medien offensiv in die „oberen Provinzen“ ausgriff und Parthien eroberte, tötete er dabei den strategos Philotas. Diese Angabe wird heute oft als eine Namensverwechslung Diodors gedeutet und stattdessen Philippos mit dem getöteten strategos identifiziert.